# Districte d'Istre
El Districte d'Istre és un dels 4 districtes del departament de les Boques del Roine, a la regió de Provença-Alps-Costa Blava. Té 8 cantons, 18 municipis i el cap és la sotsprefectura d'Istre.

## Cantons
- cantó de Bèrra de l'Estanh
- cantó de Castelnòu-Còsta Blu
- cantó d'Istre Nord
- cantó d'Istre Sud
- cantó de Marinhana
- cantó de Lo Martegue Est
- cantó de Lo Martegue Oest
- cantó de Vitròla